# محمد خاطر محمد الشيخ
محمد خاطر محمد الشيخ (1913م- 2004م) مفتى الديار المصرية السابق. تولى المنصب في الفترة من 1970م إلى 1978م.

## مولده ونشــأته
ولد في قرية الضهير مركز المنزلة محافظة الدقهلية في أغسطس سنة 1913م. كان والده عمده وأجداده بالوراثة. التحق بكتاب القرية، وحفظ القرآن الكريم، وقرأه بالأحكام والتجويد على أحد كبار الفقهاء بالناحية ثم التحق بالأزهر الشريف، وتخرج من كلية الشريعة سنة 1939م، وبعد ذلك حصل على شهادة التخصص في القضاء الشرعي سنة 1941م.

## مناصبه
عُين موظفاً قضائياً سنة 1943م، فقاضياً بالمحاكم الشرعية سنة 1945م، وكانت أول محكمة تولى القضاء بها هي محكمة قويسنا الشرعية، ثم نقل منها إلى محكمة القاهرة الكلية الشرعية سنة 1946م، وظل يترقى في المناصب القضائية حتى اختير مفتشاً قضائيا بوزارة العدل، وبعد أن ضم القضاء الشرعي إلى القضاء الوطني عُين رئيساً لنيابة الأحوال الشخصية، ثم مستشاراً بالاستئناف العالي، ثم محاميا عاماً بالنقض.

## تقلده لمنصب الإفتاء
تم اختيار فضيلته مفتياً للديار المصرية في أول رمضان سنة 1390 هـ الموافق 31 أكتوبر سنة 1970م، وظل يشغل هذا المنصب حتى بلغ سن التقاعد. بعد إحالته للتقاعد اختير ليكون رئيس هيئة الرقابة الشرعية ببنك فيصل الإسلامي والشركة الإسلامية للاستثمار.